# الاتحاد العام لعمال الكويت
الاتحاد العام لعمال الكويت هو الاتحاد النقابي الوطني الوحيد في دولة الكويت، وممثلها في المحافل العمالية الدولية والإقليمية كمؤتمر العمل الدولي ومؤتمر العمل العربي. تأسس في العام 1967 وينتسب للاتحاد النقابات الدولي.
قبل تأسيس الاتحاد والاعتراف به رسميا في الكويت، بدأ الحراك العمالي في أوائل الخمسينيات، مع دخول عدد من الشركات الأجنبية في السوق الكويتي الناشيء ومع التوسع في إنتاج النفط. وصادف هذا التغير الاقتصادي، نشاطا ثقافيا واجتماعيا وقوميا، متأثرا ومستجيبا ومؤثرا بالثورة في مصر، مما أدى إلى ظهور طليعة عمالية، ترغب في التنظيم والعمل المجتمعي. وكانت هذه الطليعة العمالية مشكلة من عمال يعملون كسائقين وفنيين لدى شركة النفط المحدودة، الذين لطالما أحسوا بأن الشركة تسلبهم حقوقهم، مما اضطرهم إلى الاحتجاج تارة والإضراب تارة أخرى، إلا أن معظم هذا الحراك العمالي كان غير منظم، حتى تأسست لجنة غير معترف بها تدعو إلى تنظيم الحراك العمالي وتوجيهه ومناصرة أهدافه، إلا أن أعضاء هذه اللجنة قوبلوا بالفصل من عملهم.
يندرج تحت مظلة الاتحاد العام لعمال الكويت حسب المؤتمر العام الطارئ المنعقد في 1 مايو 2019 اتحادين وهما اتحاد نقابات العاملين بالقطاع الحكومي واتحاد عمال البترول وصناعة البتروكيماويات ويضم الاتحاد العام 15 نقابة تتبع الاتحادين المذكورين، وهذه النقابات هي:
1 ـ نقابة العاملين بوزارة الصحة.
2 ـ نقابة العاملين في بلدية الكويت.
3 ـ نقابة العاملين في وزارة التربية.
4 ـ نقابة العاملين بوزارة الاشغال العامة.
5 ـ نقابة العاملين بالإدارة العامة للجمارك.
6 ـ نقابة العاملين بوزارة الكهرباء والماء.
7 ـ نقابة العاملين بوزارة الاعلام.
8 ـ نقابة العاملين بوزارة الشؤون الاجتماعية والعمل.
9 ـ نقابة العاملين بوزارة المواصلات.
10 ـ نقابة العاملين بشركة نفط الكويت.
11 ـ نقابة العاملين بشركة البترول الوطنية الكويتية.
12 ـ نقابة عمال شركة صناعة الكيماويات البترولية.
13 ـ نقابة العاملين بشركة إيكويت للبتروكيماويات.
14 ـ نقابة العاملين بشركة ناقلات نفط الكويت.
15 ـ نقابة العاملين بالشركة الكويتية لنفط الخليج.
هواتف الاتحاد العام لعمال الكويت: 0096525616745 - 0096525636389
العنوان: الكويت - ميدان حولي - قطعة 11
موقع الاتحاد على منصة إكس :  https://x.com/KTUF_KUWAIT?ref_src=twsrc%5Egoogle%7Ctwcamp%5Eserp%7Ctwgr%5Eauthor